# Cachoeiro de Itapemirim (tiểu vùng)
Cachoeiro de Itapemirim là một tiểu vùng thuộc bang Espírito Santo, Brasil. Tiều vùng này có diện tích 4099 km², dân số năm 2007 là 309958 người.